# Ironman 70.3 Weltmeisterschaft 2010
Die 5. Ironman-70.3-Weltmeisterschaft war die zwischen Januar und Dezember 2010 in 19 Ländern ausgetragene Ironman-Triathlon-Rennserie der World Triathlon Corporation.

## Organisation
Neben der Ironman-Rennserie über 3,8 km Schwimmen, 180 km Radfahren und 42,195 km Laufen besteht ein Ironman-70.3-Triathlon aus der Hälfte der klassischen Ironmandistanz. Bei einem Ironman-70.3-Rennen werden dementsprechend 1,9 km geschwommen (und somit leicht abweichend von der gebräuchlichen 2-km-Distanz der Mittelstrecke), 90 km auf dem Rad zurückgelegt und als Abschlussdisziplin ist die Halbmarathon-Strecke über 21,1 km laufend zu bewältigen. Aus der Gesamtdistanz von 113 km bzw. 70,3 Meilen leitet sich auch der Name ab.
Die Ironman 70.3 Weltmeisterschaft findet in Clearwater, Florida in den USA statt. Bei den Qualifikationsrennen auf der ganzen Welt kann man sich, genau wie bei einem Ironman-Rennen, für die Ironman-70.3-Weltmeisterschaft qualifizieren.
Die Ironman-70.3-Serie umfasste für das Jahr 2010 37 Bewerbe, die eine Qualifikation für die Weltmeisterschaft 2010 am 13. November in Clearwater (Florida) ermöglichten.
Die Britin Jodie Swallow – die bisher in der Saison noch keinen Sieg verbuchen konnte – entschied am 13. November 2010 die Weltmeisterschaft in Florida für sich und der Deutsche Michael Raelert konnte seinen Titel aus dem Vorjahr erfolgreich verteidigen.

## Siegerliste
| Datum         | Event                                 | Sieger Frauen           | Sieger Männer         |
| ------------- | ------------------------------------- | ----------------------- | --------------------- |
| 17. Jan. 2010 | Spec-Savers Ironman 70.3 South Africa | Mari Rabie              | Fraser Cartmell       |
| 24. Jan. 2010 | Cristal Ironman 70.3 Pucon            | Amanda Lovato           | Reinaldo Colucci      |
| 7. Feb. 2010  | Snap Ironman 70.3 Geelong             | Caroline Steffen        | Craig Alexander       |
| 14. März 2010 | Ironman 70.3 China                    | Belinda Granger         | Fredrik Croneborg     |
| 21. März 2010 | Aviva Ironman 70.3 Singapore          | Caroline Steffen -2-    | Craig Alexander -2-   |
| 27. März 2010 | Ironman 70.3 California               | Mirinda Carfrae         | Michael Raelert       |
| 18. Apr. 2010 | Ochsner Ironman 70.3 New Orleans      | Samantha Warriner       | Andy Potts            |
| 25. Apr. 2010 | Ironman 70.3 Texas                    | Samantha McGlone        | Terenzo Bozzone       |
| 2. Mai 2010   | Ironman 70.3 St. Croix                | Catriona Morrison       | Terenzo Bozzone -2-   |
| 16. Mai 2010  | Ironman 70.3 Florida                  | Leanda Cave             | Timothy O’Donnell     |
| 30. Mai 2010  | Ironman 70.3 Austria                  | Yvonne van Vlerken      | Filip Ospalý          |
| 6. Juni 2010  | Ironman 70.3 Switzerland              | Caroline Steffen -3-    | Michael Raelert -2-   |
| 6. Juni 2010  | Ironman 70.3 Kansas                   | Chrissie Wellington     | Chris Lieto           |
| 6. Juni 2010  | Ironman 70.3 Mooseman                 | Magali Tisseyre         | Maxim Kirat           |
| 20. Juni 2010 | UK Ironman 70.3                       | Bella Bayliss           | Fraser Cartmell -2-   |
| 27. Juni 2010 | Ironman 70.3 Buffalo Springs          | Magali Tisseyre -2-     | Chris Lieto -2-       |
| 11. Juli 2010 | Ironman 70.3 Rhode Island             | Amanda Lawrence         | Terenzo Bozzone -3-   |
| 18. Juli 2010 | Ironman 70.3 Racine                   | Samantha Warriner -2-   | Craig Alexander -3-   |
| 18. Juli 2010 | Vineman Ironman 70.3                  | Mirinda Carfrae -2-     | Chris Lieto -3-       |
| 25. Juli 2010 | Antwerp Ironman 70.3                  | Sofie Goos              | Bart Aernouts         |
| 31. Juli 2010 | Steelhead Ironman 70.3                | Kelly Williamson        | James Cotter          |
| 1. Aug. 2010  | Ironman 70.3 Calgary                  | Mirinda Carfrae -3-     | Kieran Doe            |
| 8. Aug. 2010  | Ironman 70.3 Boulder                  | Julie Dibens            | Andy Potts -2-        |
| 15. Aug. 2010 | Ironman 70.3 Germany                  | Yvonne van Vlerken -2-  | Michael Raelert -3-   |
| 15. Aug. 2010 | Ironman 70.3 Lake Stevens             | Melanie McQuaid         | Joe Gambles           |
| 22. Aug. 2010 | Ironman 70.3 Timberman                | Chrissie Wellington -2- | Andy Potts -3-        |
| 22. Aug. 2010 | Ironman 70.3 Philippines              | Magali Tisseyre -3-     | Pete Jacobs           |
| 28. Aug. 2010 | Ironman 70.3 Brazil                   | Vanessa Gianinni        | Ezequiel Morales      |
| 12. Sep. 2010 | Ironman 70.3 Muskoka                  | Mirinda Carfrae -4-     | Craig Alexander -4-   |
| 19. Sep. 2010 | Ironman 70.3 Tokoname Japan           | Michelle Wu             | Cameron Brown         |
| 19. Sep. 2010 | Ironman 70.3 Syracuse                 | Samantha McGlone -2-    | Paul Matthews         |
| 19. Sep. 2010 | Ironman 70.3 Branson                  | Kelly Williamson -2-    | Ben Hoffman           |
| 19. Sep. 2010 | Ironman 70.3 Cancún                   | Amanda Stevens          | Luke Bell             |
| 26. Sep. 2010 | Ironman 70.3 Augusta                  | Jessica Meyers          | Maxim Kirat -2-       |
| 17. Okt. 2010 | Ironman 70.3 Austin                   | Nicola Spirig           | James Cunnama         |
| 30. Okt. 2010 | Ironman 70.3 Taiwan                   | Michelle Wu -2-         | Jonathan Hotchkiss    |
| 30. Okt. 2010 | Ironman 70.3 Miami                    | Leanda Cave             | Sylvain Sudrie        |
| 13. Nov. 2010 | Ironman 70.3 World Championship       | Jodie Swallow           | Michael Raelert -4-   |
| 5. Dez. 2010  | Ironman 70.3 Asia Pacific             | Caroline Steffen -4-    | Timothy O’Donnell -2- |